# Astragalus andaulgensis
Astragalus andaulgensis är en ärtväxtart som beskrevs av Boris Fedtjenko. Astragalus andaulgensis ingår i släktet vedlar, och familjen ärtväxter. Inga underarter finns listade i Catalogue of Life.